# きれん製菓
有限会社きれん製菓（きれんせいか）は、山口県山口市大内千坊にある菓子製造販売企業。

## 商品
- 山焼きだんご
- 生外郎
- 二色外郎
- 三色外郎
- 山口美術館通り
- 山口饅頭
- 梅ういろ餅
- にれの木かげ
- 秋芳洞 (饅頭菓子)
- どら焼き